# Шипиловка (Пензенская область)
Шипиловка — деревня в Белинском районе Пензенской области России. Входит в состав Балкашинского сельсовета.

## География
Расположено в 12 км к юго-востокуу от села Балкашино, на р. Большой Чембар.

## Население
| 2010 |
| ---- |
| 27   |

## История
Основана в 1714 году И. В. Шипиловым. Входила в состав Нижнеломовского уезда, затем Свищевской волости Чембарского уезда. После революции и до 2010 г. в составе Свищевского сельсовета. Бригада колхоза имени Карла Маркса.